# Distretto di Ksar El Hirane
Il distretto di Ksar El Hirane è un distretto della provincia di Laghouat, in Algeria, con capoluogo Ksar El Hirane.

## Comuni
Il distretto comprende 2 comuni:
- Ksar El Hirane
- Bennasser Benchohra